# جورج ستريت
جورج ستريت (بالإنجليزية: George Street)‏ (6 ديسمبر 1889 في المملكة المتحدة - 24 أبريل 1924 في المملكة المتحدة) هو لاعب كريكت بريطاني (وحمل سابقاً جنسية المملكة المتحدة لبريطانيا العظمى وأيرلندا). شارك مع منتخب إنجلترا للكريكت. أما مع النوادي، فقد لعب مع نادي مقاطعة ساسكس للكركيت ‏ ونادي مارليبون للكريكت ‏.

## وصلات خارجية
- جورج ستريت على موقع إي آس بي آن كريك إنفو (الإنجليزية)